# Penalva (ort)
Penalva är en ort i Brasilien.   Den ligger i kommunen Penalva och delstaten Maranhão, i den nordöstra delen av landet, 1 400 km norr om huvudstaden Brasília. Penalva ligger 17 meter över havet och antalet invånare är 17 186. Den ligger vid sjön Lagoa Cajari.
Terrängen runt Penalva är mycket platt. Det finns inga andra samhällen i närheten.
Trakten runt Penalva består huvudsakligen av våtmarker. Runt Penalva är det ganska glesbefolkat, med 36 invånare per kvadratkilometer.